# Bóra Áron
Bóra Áron (Siklós, 1978. december 24. –) magyar dobos.

## Pályafutása
Bóra Áron 2006 szeptemberétől 2007 októberéig volt a Kispál és a Borz dobosa. 1 éves közreműködése során készült el a zenekar 20 év című dupla albuma, melyen Áron a csendesülős lemez felvételein működik közre, ami azóta aranylemez lett. Meglátása szerint nem tudott teljes értékű tagként részt venni a zenekarban, ezért döntött a távozás mellett.
2007 nyarán a Hangzó Helikon sorozat Lovasi Lackfi lemezét rögzítették a Pécsi Tudományegyetem egyik előadótermében. A lemez 2007 novemberében jelent meg Gryllus Dániel gondozásában. 2008-ban a Játszótér zenekar „újraélesztésén” dolgozott a zenekar eredeti tagjaival.

## Zenekarok
- JátSzóTér
- Szándékolt Hatás
- Pécsi Fúzió Jazz Group
- 30Y (ütősként)
- Kispál és a Borz
- Harmada
- Unzer

## Lemezek
- 2007 – Kispál és a Borz – 20 év
- 2007 – Hangzó Helikon – Lovasi Lackfi

## Hangszerek
- Gretsch Catalina Maple (10" 12" 14" 16" 22")
- Tama Starclassic Bubinga 14"X6.5"
- Zildjian A Custom cintányérok (14" Hihat, 16" Crash, 18" Crash, 20" Ride)